# Svitek

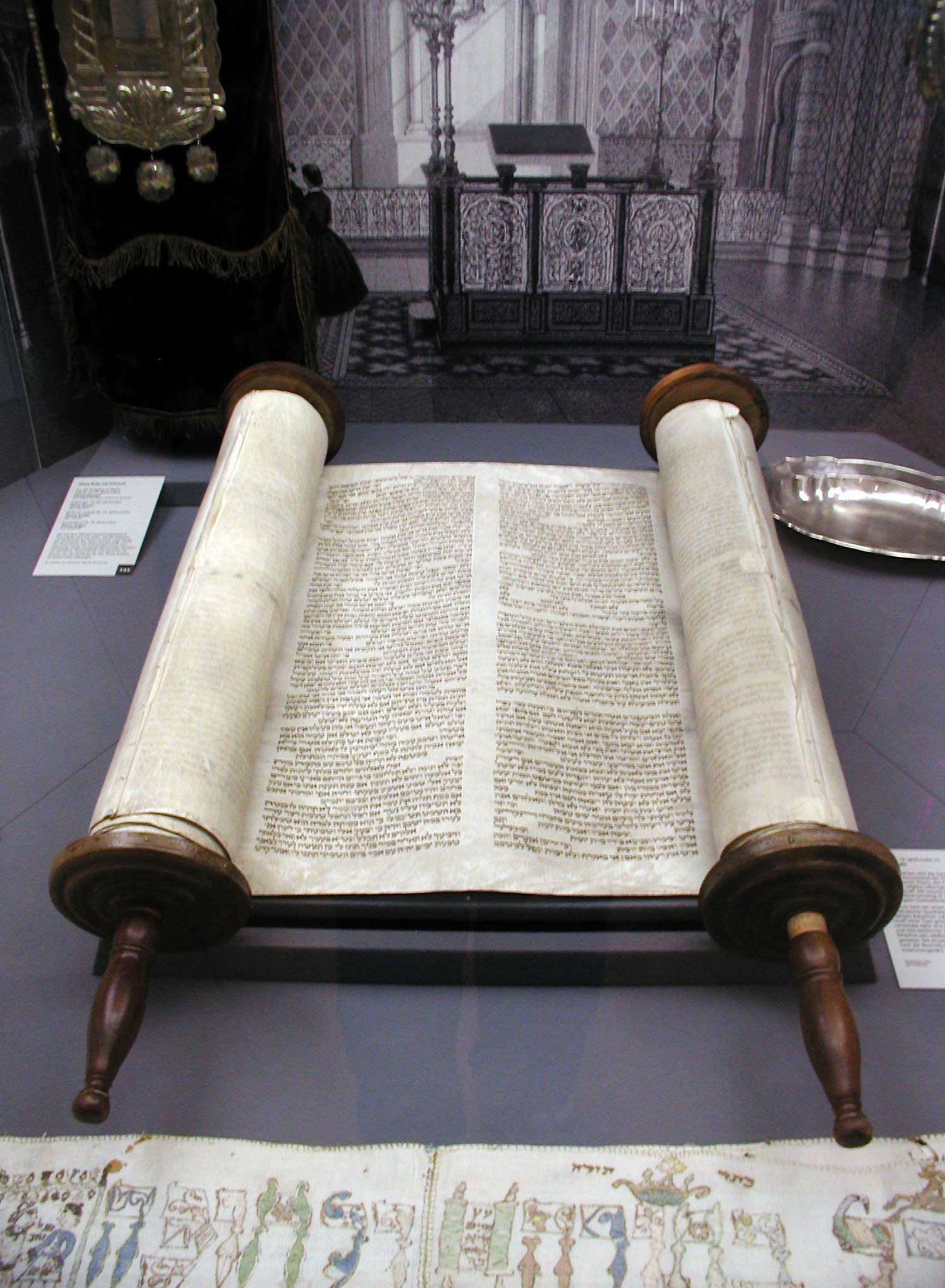
Svitek Tóry (Kolín nad Rýnem)

Svitek je svinutý pás ohebného materiálu (například fotografického filmu). Ve speciálním významu je to kniha, kterou tvoří pás papíru nebo jiného psacího materiálu. Svitek byla nejběžnější forma knihy ve starověku a dodnes se používá v židovské bohoslužbě.

## Popis

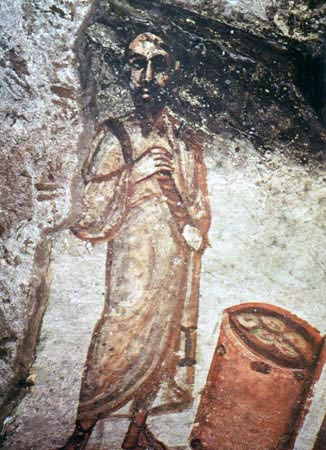
Sv. Pavel se svitky (Řím, 4. stol.)

Delší texty se ve starověku psaly na dlouhý pás (3 až 7 m), vzniklý slepením jednotlivých listů papyru nebo pergamenu. Psalo se na ně obvykle ve sloupcích napříč pásu tak, aby při převíjení pásu z jedné strany na druhou čtenář viděl vždy jeden nebo dva sloupce. Pro usnadnění převíjení bývaly později svitky opatřeny dřevěnými tyčkami a rukojeťmi. Svitky se ukládaly na police v knihovnách a přenášely se v koších (viz pozdně starověký obraz sv. Pavla s košem svitků na zemi). Výhodou svitku je jednoduchost, mezi nevýhody patří omezená délka (proto se antické spisy musely dělit na kratší „knihy“, tj. svitky) i to, že čtenář musel svitek držet oběma rukama. Také vyhledávání bylo na delším svitku obtížné.

## Historie

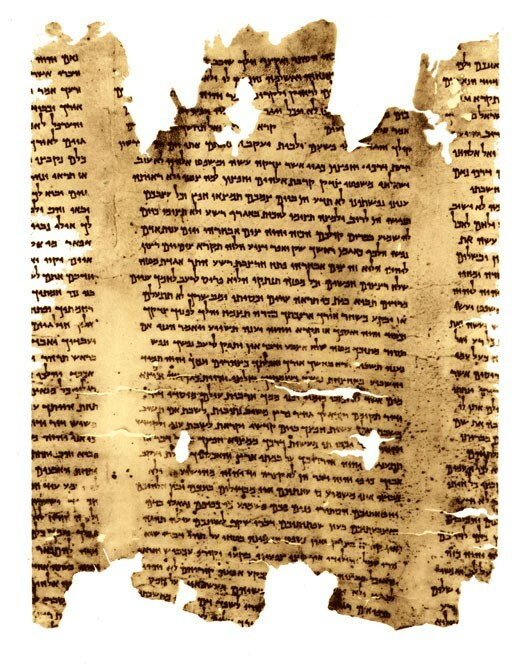
Zlomek svitku Izajáše 1QIsa b (Kumrán, 1. stol. př. n. l.)

Ve starověku kniha znamenala vždy svitek a místo „otevřít knihu“ se říkalo „rozvinout knihu“. Svitky, někdy i ilustrované, jsou známy z celého Středomoří, z Mezopotámie, z Číny i z Japonska. Mezi nejslavnější svitky patří Kumránské svitky s biblickými i jinými hebrejskými texty z 3. stol. př. n. l. až 1. stol. n. l., objevené v polovině 20. století v blízkosti Mrtvého moře. V Číně byla roku 1907 objevena nejstarší přesně datovaná tištěná kniha, svitek „Diamantové sútry“ z roku 868; jednotlivé stránky se tiskly z dřevěných desek, ne z pohyblivých liter.

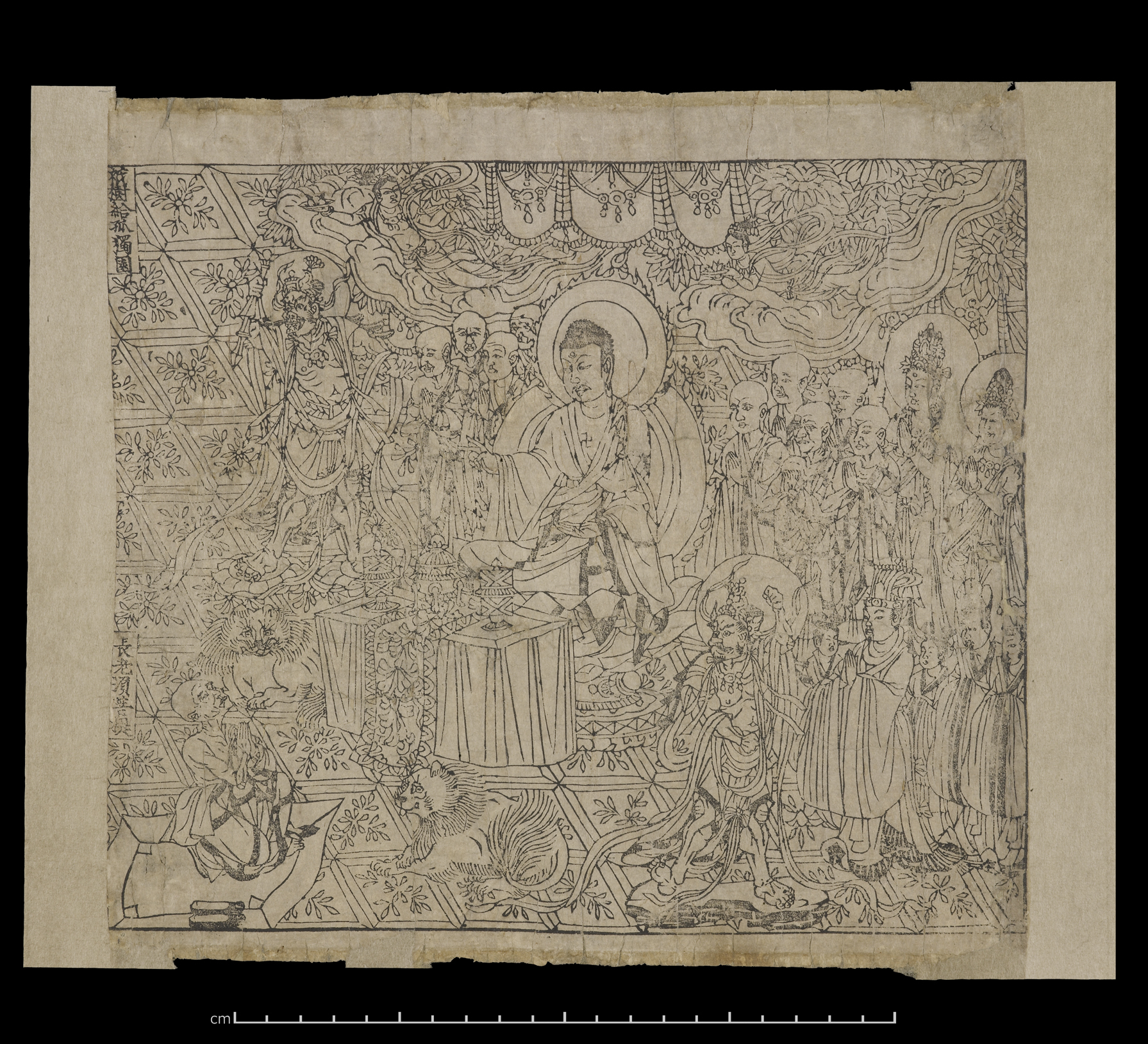
Diamantová sútra (Čína, 868)

Teprve od 2.-3. století n. l. začal na západě svitky vytlačovat kodex, vázaná kniha, v níž se dalo listovat. Vznikl z římských svazků dřevěných tabulek, které užívali zejména právníci. Hlavní výhodou kodexu byl mnohem větší rozsah (stovky listů), snazší hledání, možnost obsahu (indexu) a také to, že těžký kodex mohl ležet na pultu nebo na stole. Rozšíření kodexů snad souvisí s křesťanstvím a možná ovlivnilo i vývoj biblického kánonu: zatímco jednotlivé svitky se mohly užívat samostatně, do kodexu bylo třeba vybrat závazný soubor knih, navíc v pevně daném pořadí.
Přes zřejmé výhody kodexu se svitky běžně užívaly po celý středověk, někdy v takovém uspořádání, že sloupce či „stránky“ byly orientovány po délce svitku a svitek se odvíjel přes hranu pultu. V ortodoxní židovské bohoslužbě se svitek dodnes užívá pro předčítání Tóry.